# Liste d'espèces de plantes décrites entre 2006 et 2010
De nouvelles espèces vivantes sont régulièrement définies chaque année.
L'apparition d'une nouvelle espèce dans la nomenclature peut se faire de trois manières principales :
- découverte dans la nature d'une espèce totalement différente de ce qui est connu jusqu'alors,
- nouvelle interprétation d'une espèce connue qui s'avère en réalité être composée d'une ou plusieurs espèces proches mais cependant bien distinctes. Ce mode d'apparition d'espèce est en augmentation depuis qu'il est possible d'analyser très finement le génome par des méthodes d'étude et de comparaison des ADN, ces méthodes aboutissant par ailleurs à des remaniements de la classification par une meilleure compréhension de la parenté des taxons (phylogénie). Pour ce type de création de nouvelles espèces, deux circonstances sont possibles : soit une sous-espèce déjà définie est élevée au statut d'espèce, auquel cas le nom, l'auteur et la date sont conservés, soit il est nécessaire de donner un nouveau nom à une partie de la population de l'ancienne espèce,
- découverte d'une nouvelle espèce par l'étude plus approfondie des spécimens conservés dans les musées et les collections.

Ces trois circonstances ont en commun d'être soumises au problème du nombre de spécialistes mondiaux compétents capables de reconnaître le caractère nouveau d'un spécimen. C'est une des raisons pour lesquelles le nombre d'espèces nouvelles chaque année, dans une catégorie taxinomique donnée, est à peu près constant.
Pour bien préciser le nom complet d'une espèce, le (ou les) auteur(s) de la description doivent être indiqués à la suite du nom scientifique, ainsi que l'année de parution dans la publication scientifique. Le nom donné dans la description initiale d'une espèce est appelé le basionyme. Ce nom peut être amené à changer par la suite pour différentes raisons.
Dans la mesure du possible, ce sont les noms actuellement valides qui sont indiqués, ainsi que les découvreurs, les pays d'origine et les publications dans lesquelles les descriptions ont été faites.

## 2006

### Espèces vivantes décrites en 2006

#### Apiacées (Ombellifères)
- Peucedanum kyriakae Hadjikyriakou (G.) & Hadjikyriakou (A.G.)

Découvert à Chypre.

#### Arécacées
- Coccothrinax torrida Morici et Verdecia, 2006

Palmier découvert à Cuba.

#### Boraginacées
- Cynoglossum baeticum Sutory, 2006

Découverte dans la Sierra de Segura en Espagne.

#### Brassicacées (Crucifères)
- Matthiola trojana T. Dirmenci, F. Satıl & G. Tümen, 2006

Découverte en Turquie
- Physaria pulvinata O'Kane Jr. & Reveal, 2006

Découverte dans le Colorado.

#### Cypéracées
- Kyllinga beninensis Samain, Reynders & Goetghebeur, 2006

Découverte au Bénin.

#### Euphorbiacées
- Acalypha chuniana Qin, Ye (Yu-Shi), Xing & Ye (Hua-Gu), 2006

Découverte dans la province de Hainan (Chine) .

#### Géraniacées
- Geranium kalenderianum Ilçim et Behçet, 2006

Découvert en Turquie.

#### Marantacées
- Schumannianthus monophyllus, 2006

Découverte à Bornéo.

#### Orchidées
- Lecanorchis amethystea, 2006

Découverte au Japon.

#### Poacées
- Arundinaria appalachiana Triplett, Weakley et Clark, 2006

Espèce de bambou découverte aux États-Unis .

## 2007

### Espèces vivantes décrites en 2007

#### Acanthacées
- Barleria samhanensis Knees, Laser, Miller et Patzelt, 2007

Découverte à Oman.

#### Amaranthacées(comprenant les Chenopodiacées)
- Tecticornia bibenda K. A. Sheph. & S. J. van Leeuwen, 2007

Découverte en Australie.

#### Apiacées (Ombellifères)
- Ferula mervynii Sağiroğlu et Duman, 2007

Découverte en Anatolie (Turquie) .

#### Astéracées (Composées)
- Centaurea kizildaghensis Uzunhisarcikli Doğan et Duman, 2007

Découverte en Turquie.

#### Brassicacées (Crucifères)
- Aethionema rhodopaeum Pavlova, 2007

Découverte dans les monts Rhodopes en Bulgarie.
- Physoptychis purpurascens Çelik & Akpulat, 2007

Découverte en Turquie.
- Streptanthus longisiliqus Clifton et Buck, 2007

Découverte en Californie.

#### Caryophyllacées
- Heliosperma oliverae Niketić et Stevanović, 2007

Découverte en Serbie et Montenegro.

#### Cistacées
- Helianthemum sicanorum Brullo, Giusso del Galdo et Sciandrello, 2007

Découverte en Sicile.

#### Éricacées
- Paphia paniensis Venter & Munzinger, 2007

Découverte sur le mont Panié en Nouvelle-Calédonie .

#### Gentianacées
- Gentiana khammouanensis Hul, 2007

Découverte au Laos.

#### Gunnéracées
- Gunnera morae Wanntorp et Klackenberg, 2006

Découverte en Colombie.

#### Hyacinthacées
- Muscari turcicum Uysal, Ertuğrul, Dural et Küçüködük, 2007

Découverte en Anatolie (Turquie) .

#### Iridacées
- Iris orjenii Bräuchler et Cikovac, 2007

Découverte en Montenegro.

#### Malvacées
- Lavatera valdesii Molero Briones et Montserrat Martí , 2007

Découverte au Maroc.

#### Orchidacées
- Nematoceras sulcatum Clements & Jones, 2007

Découverte dans l'île Macquarie (Australie) .
- Platanthera yosemitensis Colwell, Sheviak et Moore, 2007

Découverte en Californie en 1923, mais décrite seulement en 2007.

#### Poacées (Graminées)
- Holcus azoricus Menezies de Sequeira et Castrov, 2007

Découverte dans les Açores.

#### Rubiacées
- Leptactinia rheophytica Sonké, Neuba, Kenfack et de Block, 2007

Rhéophyte découverte au Rio Muni (Guinée équatoriale).

#### Simaroubacées
- Ailanthus vietnamensis H. V. Sam et Nooteboom, 2007

Découverte dans le Parc national de Cuc Phuong, au Vietnam.

## 2008

### Espèces vivantes décrites en 2008

#### Arecacées (Palmiers)
- Tahina spectabilis Dransfield, Rakotoarinivo, Baker, Bayton, Fisher, Horn, Leroy et Metz, 2008

Palmier coryphoidé de la tribu des cluniophoenicées découvert à Madagascar par Xavier Metz. La découverte de cette espèce nécessite la création du nouveau genre Tahina, dont le nom est issu du malgache signifiant "béni", "protégé" et est aussi porté par Anne-Tahina Metz, fille du découvreur de l'espèce .

#### Brassicacées (Crucifères)
- Polypsecadium apolobamba Al-Shehbaz & Fuentes, 2008

Découverte en Bolivie.

#### Caryophyllacées
- Silene bitlisensis Tugay & Ertuğrul, 2008

Découverte en Anatolie (Turquie) .

#### Gentianacées
- Swertia changii Chen (Chih-Hsiung), Chen (Chien-Fan) & Yang, 2008

Découverte à Taïwan.